# Miohippus
Miohippus (etimológicamente, "caballo pequeño") es un género extinto de équidos de la subfamilia Anchitheriinae.
Los fósiles se encuentran en Norteamérica; parece haber evolucionado del género Mesohippus, con el que coexistió durante cuatro a ocho millones de años.

## Descripción
Los ejemplares pesarían entre 40 y 55 kg, siendo más grandes que la mayoría de los primeros équidos del Eoceno, pero menores que los caballos actuales. Era algo más grande que Mesohippus, y con el cráneo ligeramente más largo. También tenía una cresta adicional en sus molares superiores, lo que le permitía masticar hierba con mayor efectividad. Algunas especies estaban adaptadas a la vida en los bosques, y otras a la vida en las praderas.

## Taxonomía

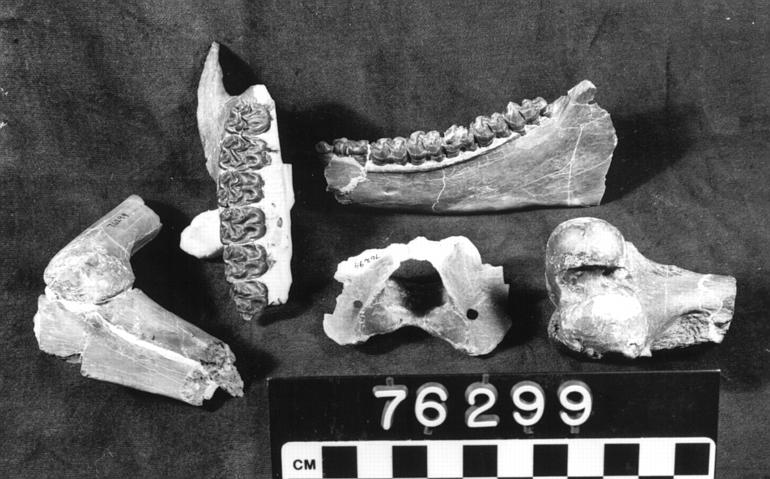
Fósiles en el Museo de Paleontología de la Universidad de California

Miohippus fue nombrado por Marsh en 1874 y su especie tipo es Miohippus annectens. Fue asignado a la familia Equidae por Marsh en 1874. Fue sinonimizado subjetivamente con Mesohippus por Matthew en 1899. Su estatus como género independiente fue corroborado por Hay (1902), H. F. Osborn en 1918, Hay (1930), Stirton (1940) y Carroll (1988); y fue asignado a la subfamilia Anchitheriinae por MacFadden en 1998.
- Miohippus Marsh, 1874 (sinónimos - Altippus Douglass, 1908, Pediohippus Schlaikjer, 1935)

- M. acutidens (Sinclair, 1905)
- M. anceps (Marsh, 1874)
- M. annectens Marsh, 1874 Especie tipo (sinónimos - M. crassicuspis Osborn, 1904)
- M. assiniboiensis (Lambe, 1905)
- M. condoni (Leidy, 1870)
- M. equiceps (Cope, 1879) (sinónimos - Anchitherium brachylophus Cope, 1879)
- M. equinanus Osborn, 1918
- M. gemmarosae Osborn, 1918
- M. gidleyi (Osborn, 1904) (sinónimos - Mesohippus grallipes Sinclair, 1925, Me. validus Osborn, 1894)
- M. grandis (Clark & Beerbower, 1967)
- M. intermedius (Osborn & Wortman, 1895)
- M. longicristis (Cope, 1878)
- M. obliquidens (Osborn, 1904) (sinónimos - Me. barbouri Schlaikjer, 1931, Me. brachystylus Osborn, 1904, Me. eulophus Osborn, 1904, Mi. meteulophus Osborn, 1904, Pediohippus antiquus Schlaikjer, 1935)
- M. primus Osborn, 1918
- M. quartus Osborn, 1918